# Калининский сельсовет (Нижегородская область)
Кали́нинский сельсове́т — сельское поселение в составе Павловского района Нижегородской области России. Административный центр — деревня Лаптево.

## История
Статус и границы сельского поселения установлены Законом Нижегородской области от 15 июня 2004 года № 60-З «О наделении муниципальных образований - городов, рабочих посёлков и сельсоветов Нижегородской области статусом городского, сельского поселения».
Название сельсовета и его административного центра не совпадают, так как до 1960-х годов его центром была деревня Калинино. Впоследствии эта деревня вошла в состав города Павлово и стала его микрорайоном.

## Население
| 2002  | 2010  | 2012  | 2013  | 2014  | 2015  | 2016  |
| ----- | ----- | ----- | ----- | ----- | ----- | ----- |
| 4646  | ↘4543 | ↘4521 | ↗4584 | ↘4551 | ↘4465 | ↘4378 |
| 2017  | 2018  | 2019  | 2020  |       |       |       |
| ↘4330 | ↘4272 | ↘4208 | ↘4146 |       |       |       |

## Состав сельского поселения
В состав Калининского сельсовета входят населённые пункты:
| №  | Населённый пункт | Тип населённого пункта          | Население |
| -- | ---------------- | ------------------------------- | --------- |
| 1  | Большое Давыдово | село                            | ↗2002     |
| 2  | Большое Мартово  | село                            | ↘53       |
| 3  | Булатниково      | деревня                         | ↘27       |
| 4  | Детково          | село                            | ↘17       |
| 5  | Лаптево          | деревня, административный центр | ↗1382     |
| 6  | Малое Мартово    | деревня                         | ↘13       |
| 7  | Мордовское       | деревня                         | ↘13       |
| 8  | Чернеево         | деревня                         | ↘161      |
| 9  | Шишкино          | деревня                         | ↘20       |
| 10 | Ярымово          | село                            | ↘855      |